# Moflești
Moflești – wieś w Rumunii, w okręgu Dolj, w gminie Tălpaș. W 2011 roku liczyła 299 mieszkańców.